# Зайнашева, Гульшат Хисамовна
Гульшат Хисамовна Зайнашева (тат. Гөлшат Хисам кызы Зәйнашева, Zäjnaşeva Gölşat) (13 января 1928 — 1 апреля 2005) — татарская поэтесса и драматург.

## Биография
Зайнашева Гульшат Хисамовна родилась в деревне Старо-Клянчино (ныне в Тукаевском районе Республики Татарстан). Родилась в многодетной крестьянской семье. Отец был раскулачен и сослан в Архангельск, а Гульшат была отдана на воспитание в другую семью. Детские годы Гульшат прошли в деревнях Такермен, Кузембетьево,
Гульшат Зайнашева окончила Мензелинское педагогическое училище, затем поступила в Казанский государственный педагогический институт на отделение татарского языка и литературы. Поступлению в институт вначале помешало её происхождение из раскулаченной семьи, однако у неё нашлись друзья, которые помогли преодолеть это препятствие.
В 1949 году Гульшат Зайнашева поступила на работу в радиокомитет редактором литературных передач. В 1952—1963 годах она работает литературным редактором Татарского книжного издательства, затем — редактором музыкальных передач татарского радио, директором клуба им. Г.Тукая Союза писателей Татарстана. В 1973—1983 годах деятельность Г. Х. Зайнашевой вновь связана с Татарским книжным издательством, с которым связана большая часть её трудовой биографии.
В конце 1959-х гг. впервые появились её публикации: свет увидели свои поэтические сборники «Моему современнику», «Жить с песней!», «Страна цветов». Основным лейтмотивом её стихов стала любовная лирика, с ней сотрудничали Александр Ключарев, Рустем Яхин, Сара Садыкова и другие мастера песенного жанра. Многие песни на стихи Гульшат Зайнашевой вошли в золотой фонд татарской культуры. Многие стихи Гульшат Зайнашевой посвящены её родным местам — деревне Такермен и городу Мензелинску. Её стихи, песни, произведения для эстрады и первые пьесы часто публиковались в татарской периодической печати.
Творчество Гульшат Зайнашевой было связано также с татарской драматургией. Её пьесы уже в 1960-х гг. ставились в Мензелинском татарском драматическом театре. Спектакли по её пьесам («Для тебя души не жаль» и «Гайфи бабай, женись давай») с успехом шли на сцене Татарского государственного театра драмы и комедии им. К. Тинчурина. Она писала также для татарского государственного театра кукол «Экият» — один из старейших театров Татарстана.
Гульшат Зайнашева была также автором киносценариев, очерков и документальных повестей, которые были посвящены творчеству выдающихся деятелей татарской культуры.
С 1969 года — член Союза писателей Татарстана.

## Награды
- В 1988 году Гульшат Зайнашева была удостоена почетного звания «Заслуженный деятель искусств Татарской АССР».
- В 1991 году за книгу «Пятьдесят песен» татарская поэтесса была удостоена звания лауреата Государственной премии Татарской ССР имени Габдуллы Тукая.

## Творчество
Известные стихи, на которые были написаны песни:
- «Тәкермән»
- «Җәйге урман»
- «Сәяхәтче җыры»
- «Минзәлә юллары»
- «Кайтырмын мин туган ягыма»
- «Ай кебек син»
- «Яшь гомер»
- «Бөтен нәрсә сине хәтерләтә»
- «Урманнарда йөрдем»
- «Туган авылым урамы»

Спектакли по пьесам Гульшат Зайнашевой:
- «Бәхет кошым»
- «Рамай»
- «Гайфи бабай, өйлән давай»
- «Язмышлар һәм ялгышлар»